# Museo de Chiclana
El Museo de Chiclana es un museo histórico situado en la ciudad española de Chiclana de la Frontera, (Cádiz) El museo abrió el 28 de julio de 2010. Aunque tuvo una reapertura en 2013, pasando de manos la empresa pública EMSISA y convirtiendo a la institución en gratuita. 

## Ubicación
El museo está situado en Casa Briones, en la plaza Mayor de Chiclana, el edificio fue construido en el siglo XVIII por el arquitecto neoclásico Torcuato Cayón.

## Historia
En marzo de 2010 se licitó la gestión del Museo, con un canon anual de 150.000€ abriendo sus puertas el 28 de julio de 2010.La inauguración contó con la presencia del por entonces Consejero de Cultura de la Junta de Andalucía, Paulino Plata, el presidente de la Diputación Provincial de Cádiz, Francisco González Cabaña y el alcalde chiclanero, José María Román.
Tras unos años de gestión privada pasó a manos de una entidad municipal denominada EMSISA, que se encarga de gestionarlo desde entonces y reabierto en 2013.

## El Museo
- Planta baja: patio descubierto con exposiciones, salas de exposiciones temporales y un pasillo con distintos cuadros.
- Primera planta: geografía de la comarca y también restos arqueológicos más importantes de la ciudad, la mayoría de ellos fenicios.
- Segunda planta: características de la ciudad en verano y personajes ilustres, balneario de Fuenteamarga y batalla de Chiclana.

También hay algunas obras expuestas en las escaleras. Tiene una habitación para los niños que vienen de excursión y en la planta baja hay una tienda del museo.
Cuenta con el certificado Q de Calidad Turística desde el 2022.

### Colecciones permanentes
El Museo de Chiclana ofrece a sus visitantes una colección permanente que recorre la historia de la ciudad desde sus primeros asentamientos hasta la actualidad. La exposición está organizada cronológicamente, comenzando con piezas de la Prehistoria, como cerámicas neolíticas y herramientas de piedra, y avanzando a través de la Antigüedad con ánforas romanas y estatuillas de deidades fenicias como Melkart. 
También incluye objetos medievales, como jarras visigodas y cerámica árabe, y documentos que ilustran la historia moderna de la ciudad, como grabados de la época napoleónica y maquetas de la Batalla de Chiclana. 
El recorrido invita a reflexionar sobre el tiempo y el espacio, explorando cómo la geografía y la historia han moldeado la vida en esta tierra a lo largo de los siglos. Además de su enfoque histórico, el museo destaca objetos cotidianos que conectan con la vida diaria de los habitantes de Chiclana.